# Le Fils de Locuste
Le Fils de Locuste és una pel·lícula muda francesa de drama històric escrita i dirigida per Louis Feuillade i estrenada el 10 de març de 1911.

## Sinopsi
El fill beu una beguda enverinada preparada per la seva mare per a Neró.

## Repartiment
- Yvette Andréyor
- Renée Carl
- Luitz-Morat
- Georges Wague